# Вестник комитета Западного фронта Всероссийского земского союза
«Вестник Комитета Западного фронта Всероссийского земского союза» — ежедневная газета. Издавалась с 1916 до 10 (23) январь 1918 гг. в Минске на русском языке. Распространялась среди служащих местных органов Всероссийского земского союза. Поднимала проблемы обеспечения фронтовиков продовольствием, предметами повседневного обихода, медицинской помощью. Редакция выступала за беспартийность в работе по обслуживанию фронта, противостояла попыткам превратить газету в инструмент политической борьбы (статья «Нужна ли политика Земсаюзу в текущий момент», 1917, 28 октября). В связи с реорганизацией комитета Земсаюза после Октябрьской революции 1917 г. газеты с 17 (30) ноября 1917 г. называлась «Известия Комитета объединённых работников Земсоюза и Западногоо фронта», с 19 декабря 1917 г. — «Известия Комитета объединённых работников и временного управление Земсоюза Западного фронта». В последний состав редколлегии входили Я. Бейлин, Штэнберг, Фола. Издание прекращено в связи с упразднением комитета Земсаюзу.